# Claudio Crippa
Claudio Crippa (Desio, 16 luglio 1961) è un ex cestista e dirigente sportivo italiano.

## Carriera
Dopo aver fatto le giovanili ed aver esordito in Serie B e C con la prima squadra del Varedo, si trasferisce all'Aurora Desio nel 1980: qui è tra i protagonisti della scalata che ha portato il club brianzolo ad arrivare dalla Serie C fino alla Serie A1. Dopo un anno di massima serie con i desiani viene ingaggiato dall'Olimpia Pistoia, squadra di cui diventerà giocatore simbolo grazie ai dieci anni e mezzo di militanza in cui i biancoblu toscani si guadagnarono una promozione in A1 e la partecipazione alla Coppa Korać.
Nel dicembre 1997 passa alla Virtus Bologna dove però parte dalla panchina: con le vu nere Crippa diventa subito campione d'Italia e d'Europa grazie ai trionfi in campionato e in Eurolega, successi che l'anno seguente non vengono bissati dalla squadra a causa delle sconfitte contro Varese (semifinali scudetto) e Žalgiris Kaunas (finale di Eurolega). La sua ultima apparizione da giocatore nella massima serie risale alla stagione 1999-2000 quando veste i colori di Verona, mentre il ritiro dall'attività agonistica avviene nel 2001 dopo un anno in B1 a Massa e Cozzile.
Appese le scarpe al chiodo inizia la carriera di general manager, iniziando già dal 2001 a Verona in quello che fu l'ultimo anno prima del fallimento societario. Nel 2004 è il nuovo g.m. di Basket Livorno, ma dopo due anni entra nello staff del CSKA Mosca guidato da Ettore Messina, suo ex coach ai tempi della Virtus. A partire dall'estate 2009 è scout europeo per i San Antonio Spurs.

## Palmarès
- Coppa dei Campioni: 1

Virtus Bologna: 1997-98
- Campionato italiano: 1

Virtus Bologna: 1997-98
- Coppa Italia: 1

Virtus Bologna: 1999